# Всероссийский союз евреев-воинов
Всероссийский союз евреев-воинов (Всеобщая федерация еврейских солдат в России) (1917 — 1919) — организация российских ветеранов Первой мировой войны, евреев по национальности. 

## История
Учредительный 1-й съезд Всероссийского союза евреев-воинов прошел 10-15 октября 1917 г. в Киеве под председательством И. Трумпельдора. Председателем Всероссийского союза евреев-воинов был избран И. Гоголь.
На съезде также было принято решение о создании Всеобщей федерации еврейской самообороны, объединившей отряды самообороны евреев в Москве, Петрограде, Киеве, Одессе и других городах.
В то же время Моисей Зильберфарб, вице-секретарь по еврейским делам в Секретариате по национальным вопросам в Генеральном Секретариате правительства УНР, рекомендовал евреям вступать в отряды местной гражданской самообороны — созданные на Украине весной-летом 1917 г. отряды так называемого «вольного казачества». Эти отряды, где поначалу были и евреи, предотвратили ряд погромов, но уже в ноябре-декабре 1917 года «вольные казаки» сами стали активными погромщиками — известно об их участии в погромах в Каневе, Тараще, Прилуках.
Под руководством М. Ковенко «вольные казаки» 20 января 1918 г. разгромили штаб-квартиру Всероссийского союза евреев-воинов в Киеве, а глава союза евреев-воинов — И. Гоголь и его заместитель Боярский были убиты.